# 합포고등학교
합포고등학교(合浦高等學校)는 대한민국 경상남도 창원시 마산합포구 교방동에 있는 공립 고등학교이다.

## 학교 연혁
- 1989년 2월 18일 : 합포고등학교 인가
- 1989년 3월 1일 : 초대 박홍식 교장 취임
- 1989년 3월 6일 : 개교
- 1997년 5월 24일 : 도서관 개관
- 2004년 12월 10일 : 과학실 현대화 시설
- 2005년 3월 16일 : 학생 휴게실(실내) 개관
- 2005년 7월 15일 : 교육인적자원부 지정 e-Learning연구학교 1차년도 보고회
- 2005년 10월 20일 : 학습정보센터(디지털 도서관) 개관
- 2009년 9월 9일 : 다목적 강당(합포관), 교문(성학문) 개관식
- 2010년 3월 1일 : 경상남도교육청 지정 국제이해 연구·시범학교 운영
- 2010년 5월 14일 : '합포샘터' 학습실 개관(140석)
- 2012년 3월 1일 : 교과부지정 도지정 학교문화개선 정책 연구학교 운영
- 2012년 3월 1일 : 교과교실제 수준별 이동수업 운영
- 2023년 2월 9일 : 제32회 졸업식(155명, 총 11,253명)
- 2023년 3월 1일 : 제16대 김남규 교장 취임
- 2023년 3월 2일 : 제35회 입학식(185명)

## 참고 자료
- 합포고등학교 - 한국교육학술정보원 학교알리미